# Oda Jaune

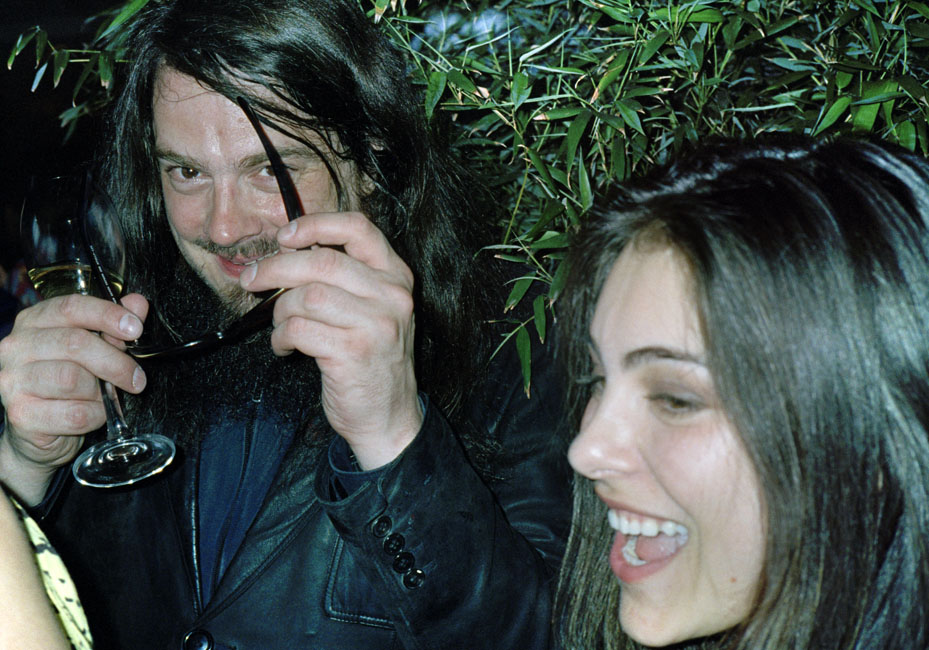
Oda Jaune mit Jonathan Meese (2008)

Oda Jaune (bürgerlich  Susan Michaela Immendorff, * 13. November 1979 in Sofia als Susan Michaela Danowska, bulgarisch Михаела Дановска) ist eine bulgarische Malerin.

## Leben
Ihr Vater ist Grafiker, ihre ältere Schwester Joana studierte in Düsseldorf bei A. R. Penck Malerei. Als Jugendliche wurde sie von ihrer Tante adoptiert, um in Deutschland zur Schule gehen zu können, und nahm den Namen Susan Warsteit an. Mit 13 Jahren besuchte sie ein Jahr lang eine Waldorfschule in Heidelberg. Im Alter von 17 Jahren lernte sie Jörg Immendorff kennen. Von 1998 bis 2003 studierte sie als seine Meisterschülerin an der Kunstakademie Düsseldorf. Ausstellungen führten sie in die Kunsthalle Koblenz (2004), die Galerie Davide Di Maggio in Berlin (2006), zur Fondazione Mudima nach Mailand (2007) und in die Galerie von Daniel Templon nach Paris (2009).
Den Künstlernamen Oda Jaune suchte auf ihren Wunsch Immendorff aus. Er leitet sich ab von Oda (altdeutsch: Schatz, wertvoll) und Jaune (französisch: Gelb; Ausspracheⓘ), der Lieblingsfarbe Immendorffs. Er gab ihr den Namen in Form eines Ausweises mit der Aufschrift „Gyntiana“, das von Henrik Ibsen erdachte imaginäre Land, in dem es keine Grenzen gibt und in dem alles möglich ist. Der Grund für die Namensänderung war, dass Jaune nicht unter ihrem bürgerlichen Namen arbeiten wollte, da dies bereits ihr Vater und ihre Schwester taten.
Von 2000 bis zu seinem Tod im Jahr 2007 war sie mit Jörg Immendorff verheiratet, mit dem sie eine 2001 geborene Tochter hat. Seit 2008 lebt und arbeitet sie in Paris.

## Ausstellungen
- 2013  Beyond Eden, Michael Fuchs Galerie, Berlin, 1. November – 28. Dezember 2013
- 2012  Hybride, Fondation Francès, Senlis, 6. Juli – 27. Oktober 2012
- 2012  Etres Chairs, Maison de la Culture de la Province de Namur, Namur, 17. März – 29. April 2012
- 2011  Alles Kannibalen ?, Me Collectors Room, Berlin, 29. Mai – 11. September 2011
- 2011  Tous cannibales, La Maison Rouge, Paris, 12. Februar – 15. Mai 2011
- 2011  Confrontation Félicien Rops – Oda Jaune, Musée Félicien Rops, Namur, 22. Januar – 6. März 2011
- 2011  Mises à l’eau, Maison de la Culture de la Province de Namur, Namur, 22. Januar – 6. März 2011
- 2010  Once in a Blue Moon, Galerie Daniel Templon, Paris, 6. November – 31. Dezember 2010
- 2009  May You See Rainbows, Galerie Daniel Templon, Paris, 28. Februar – 11. April 2009
- 2008  The Bearable Lightness of Being – The Metaphor of the Space, 11. Internationale Architektur-Biennale Venedig, Palazzo Pesaro Papafava, Venedig, 13. September – 23. November 2008
- 2007  Plus Zwei, Museum Küppersmühle für Moderne Kunst, Duisburg, 1. Juni – 26. August 2007
- 2007  Oda Jaune, Galleria Davide Di Maggio, Mailand
- 2007  Malkunst 2, Aktuelle Malerei in Deutschland - Fondazione Mudima, Milano - Schloss Plüschow, Mecklenburgisches Künstlerhaus, Plüschow
- 2006  Oda Jaune, Galerie Davide Di Maggio, Berlin, 30. September – 25. November 2006
- 2004  Oda Jaune, Kunsthalle Koblenz, Koblenz, 24. April – 30. Mai 2004
- 2003  Emprise Art Award 2003 – Die Zukunft im Nacken: Frustration oder Innovation? – NRW-Forum, Düsseldorf & Museum Baden, Solingen
- 2003  Twenty-Four Living Artists in China, White Space, Beijing
- 2002  Schöne Aussicht Herr Schweins, Galerie Otto Schweins, Köln

## Publikationen
- Oda Jaune, Once on a Blue Moon, Galerie Daniel Templon, Essay von Judicaël Lavrador, November 2010
- Oda Jaune, First Water, 100 watercolors, Hatje Cantz, Essay von Robert Fleck, Oktober 2010
- Oda Jaune, May You See Rainbows, Galerie Daniel Templon, Essay von Catherine Millet, Februar 2009
- The Bearable Lightness of Being - The Metaphor of the Space, La Biennale di Venezia, 11. Mostra Internazionale di Architettura, September 2008
- Oda Jaune, Il mistero buffo della pittura, Fondazione Mudima, Essay von Achille Bonito Oliva, Mai 2007
- Oda Jaune, Paintings, Galerie Davide Di Maggio, Essay von Gesine Borcherdt, September 2006
- Oda Jaune, Oda Jaune, Kunsthalle Koblenz, April 2004

## Dokumentarfilm
- Wer ist Oda Jaune?, Dokumentation von Kamilla Pfeffer (2016), u. a. mit Oda Jaune, Jonathan Meese, Daniel Templon, Lars Eidinger